# Ondina Pires
Ondina Pires (1961) é uma artista de performance, escritora, tradutora, música e umas das pioneiras do punk rock português.

## Percurso
O percurso na música de Ondina está ligado a nomes como Pop Dell’Arte, Ezra Pound & A Loucura ou Great Lesbian Show. 
Em 1985 integrou a primeira formação da banda Pop Dell’Arte como baterista. e mais tarde foi vocalista dos Great Lesbian Show, banda punk.
Em 2015 lança um novo projecto musical Cellarius Noisy Machinae, juntamente com o Jorge Ferraz, guitarrista português. No âmbito deste projecto musical apresenta o espectáculo Frankenstein Revisited onde junta música, vídeo, sombras e poesia.
Além da música, Ondina esteve também ligada à performance, às artes plásticas ou à literatura, como escritora e tradutora, tendo sempre uma atitude vanguardista perante todas estas formas de expressão artística.

## Reconhecimentos e Prémios
Ondina foi biografada em 2015 na exposição Under-Ventures by Ondina que teve lugar entre 13 a 17 de Julho desse ano no Palacete dos Viscondes de Balsemão no Porto e é um dos nomes referidos em "God Save the Queens: Pioneras del Punk" um livro de tributo às mulheres do punk do final dos anos 70, nascidas na Península Ibérica. 
Ganhou em 2015, o  prémio de Melhor Álbum de BD Portuguesa, no festival FIBDA (Amadora BD) com Zona de Desconforto, livro do qual é co-autora juntamente com Amanda Baeza, André Coelho, Cristina Casnellie, Daniel Lopes, David Campos, Francisco Sousa Lobo, José Smith Vargas, Júlia Tovar e Tiago Baptista, editado pela Chili com Carne.

## Obra
Como escritora:
- 2017, Fatima kitsch : a difrent aesthetic, Fronteira do Caos, ISBN 978-989-8647-86-3[12]
- Livro repleto de imagens de souvenirs e lembranças de Fátima, a maior parte da colecção pessoal de Ondina.[1] Este livro incide nos aspectos culturais, artísticos e estéticos da iconografia associada ao culto de Nossa Senhora de Fátima. [13]
- 2017, Traigor : a cidade submersa, Chiado Editora, ISBN 978-989-774-079-4[14]
- 2014, Victor Gomes : biografia autorizada : juntos outra vez,  Carigrafia Lda, ISBN 978-989-20-4979[15]
- 2013, co-autora, Zona de desconforto, Associação Chili com Carne, ISBN 978-989-8363-25-1[10]
- 2009, Scorpio rising : transgressão juvenil, anjos do inferno e cinema de vanguarda, Associação Chili Com Carne, ISBN 978-989-95447[16]

Como tradutora:
- 2013, Portugal eléctrico! : contracultura rock, 1955-1982 = rock'n'roll counter culture, Groovie Records, ISBN 989-20-4344[17]
- 2012, Inferno, MMMNNNRRRG, ISBN 978-989-97304-5-8[18]
- 2011, Vacuum horror = Aspiração horrófica, MMMNNNRRRG, ISBN 978-989-97304-3-4[19]
- 2011, Boring Europa : seis criativos em digressão por espaços alternativos europeus, LowCCCost, ISBN 978-989-8363-11-4[20]

Como artista plástica:
- 2019, exposição coletiva sobre o Surrealismo "CVA – VIAGENS AO MUNDO DO CINEMA E OUTRAS ARTES".[21]

## Ligações Externas
- Documentário: Ainda Tenho um Sonho ou Dois - A História dos Pop Dell´Arte, de que Ondina foi um dos membros fundadores

- Cellarius Noisy Machinae collective: criacionismus por Ondina Pires
- Jornal Público: O fabuloso mundo kitsch de Ondina Pires (2017)
- As Vacinas do Pensamento: Ondina Pires (2021)
- LISBOA CONTINUA - Conversas sobre a cidade: convidada Ondina Pires (2021)